# نقطه جوش

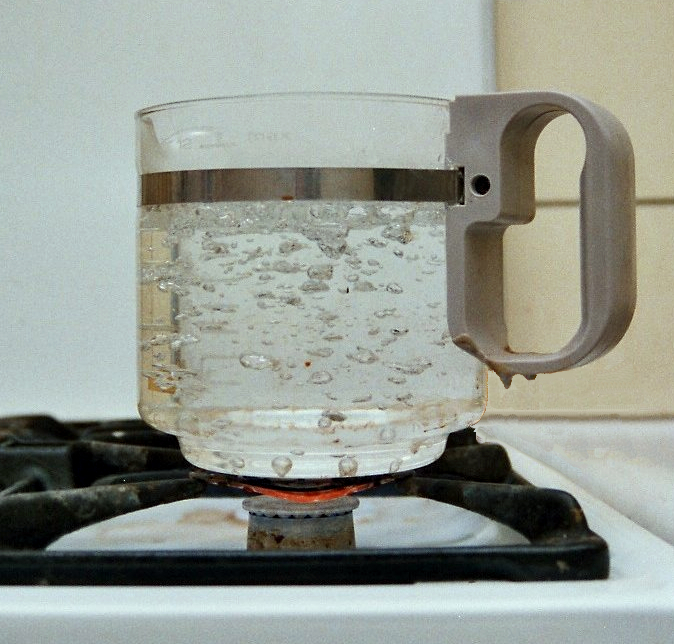
جوشیدن آب

نقطهٔ جوش (به انگلیسی: Boiling point) دمایی است که در آن فشار بخار مایع با فشار محیط اطراف آن برابر می‌شود. در این دما جنبش مولکول‌های مایع به بیشترین مقدار ممکن تحت آن فشار می‌رسد.
دمای جوش یک مایع با تغییر فشار محیط اطراف تغییر می‌کند. مایعی که در داخل خلاء نسبی باشد دمای جوش کمتری نسبت به همان مایع در داخل فشار اتمسفریک خواهد داشت. دمای جوش عادی (که به آن دمای جوش اتمسفریک نیز می‌گویند) حالت خاصی است که در آن فشار بخار مایع برابر فشار اتمسفریک در سطح آب‌های آزاد گردد، یعنی ۱ اتمسفر. دمای جوش استاندارد توسط آیوپاک از سال ۱۹۸۲ به صورت، دمایی که جوشش در فشار ۱ بار شروع می‌شود، تعریف شده است.

## وابستگی نقطهٔ جوش
نقطهٔ جوش یک ماده، حالتی است که در آن فشار بخار مایع با فشار بخار اطراف مایع یکسان می‌شود. با افزایش فشار، نقطهٔ جوش مایع افزایش می‌یابد و با کاهش آن نقطه جوش کاهش می‌یابد. هم‌چنین نیروهای بین مولکولی و نوع ایزومرهای هندسی نیز در میزان نقطه جوش یک ماده نقش دارند. نقطه جوش یک مایع به صورت درجه حرارتی تعریف می‌شود که در آن فشار بخار مایع برابر با فشار بیرونی باشد. چنانچه فشار خارج ۷۶۰ میلی‌متر جیوه باشد. یک مایع وقتی خواهد جوشید که فشار بخار آن برابر با این مقدار باشد.
برای مثال آب وقتی از دمای ۱۰۰Cْ خواهد جوشید که فشار خارجی و فشار بخار آن برابر با ۷۶۰ میلیمتر جیوه باشد. در فشار ۵۲۶ میلی‌متر جیوه آب در ۹۰Cْ می‌جوشد و اگر فشار را به ۹٫۲ میلی‌متر برسانیم نقطه جوش آب در ۱۰Cْ خواهد بود به این علت است که نقطه جوش آب در ارتفاعات کمتر از مناطق نزدیک به سطح دریا می‌باشد.

## چگونگی جوشیدن یک مایع
وقتی که فشار بخار یک مایع با فشار جو برابر می‌شود، مایع شروع به جوشیدن می‌کند. در این دما، بخار حاصل در داخل مایع سبب ایجاد حباب و غلیان خاص جوشش می‌شود. تشکیل حباب در دمای پایینتر از نقطه جوش غیرممکن است، زیرا فشار جو بر سطح مایع که بیش از فشار داخل آن است، مانع از تشکیل حباب می‌شود. دمای مایع در حال جوش تا هنگامی که تمام مایع بخار نشده است، ثابت می‌ماند در یک ظرف بدون درپوش حداکثر فشار بخاری که هر مایع می‌تواند داشته باشد برابر با فشار جو می‌باشد.
فشار بخار هر مایع تنها از روی دما معین می‌شود؛ بنابراین اگر فشار بخار ثابت باشد دما نیز ثابت است. برای ثابت ماندن دمای یک مایع در حال جوش باید به آن گرما داده شود؛ زیرا در فرایند جوش مولکول‌ها با انرژی زیاد از مایع خارج می‌شوند. اگر سرعت افزایش گرما بیش از حداقل لازم برای ثابت نگهداشتن دمای مایع در حال جوش باشد، سرعت جوشش زیاد می‌شود ولی دمای مایع بالا نمی‌رود.

## دما و فشار اشباع
مقدار انرژی گرمایی مایع اشباع به میزانی است که اضافه شدن مقدار بسیار بسیار کمی انرژی باعث جوشیدن مایع می‌شود.
دمای اشباع همان دمای جوش است. دمای اشباع وابسته به فشاری است که فشار اشباع خوانده می‌شود و آن دمایی است که در آن مایع با شروع جوشش تغییر فاز داده و تبدیل به بخار می‌شود. دمای اشباع و فشار اشباع به همدیگر کاملاً وابسته‌اند به این معنی که هر فشاری، دمای اشباع مخصوص به خود را دارد یا برعکس هر دمایی فشار اشباع مخصوص به خود دارد و با تغییر هر کدام دیگری نیز تغییر می‌کند.

## تأثیر فشار در نقطه جوش
نقطه جوش یک مایع با تغییر فشار خارجی تغییر می‌کند. نقطه جوش نرمال یک مایع، دمایی است که در آن فشار بخار مایع برابر با یک اتمسفر باشد. نقطه جوش داده شده در کتاب‌های مرجع، نقاط جوش نرمال می‌باشند. نقطه جوش یک مایع را می‌توان از منحنی فشار بخار آن بدست آورد و آن دمایی است که در آن فشار بخار مایع با فشار وارد بر سطح آن برابری می‌کند.
نوسانات فشار جو در یک موقعیت جغرافیایی، نقطه جوش آب را حداکثر تا ۲Cْ تغییر می‌دهد؛ ولی تغییر محل ممکن است باعث تغییرات بیشتر شود، متوسط فشاری که هواسنج در سطح دریا نشان می‌دهد یک اتمسفر، ولی در ارتفاعات بالاتر کمتر از این مقدار است؛ مثلاً در ارتفاع ۵۰۰۰ پایی (۱۵۲۴ متر) از سطح دریا متوسط فشاری که فشارسنج نشان می‌دهد ۰٫۸۳۶atm است و نقطه جوش آب در این فشار ۹۵٫۱Cْ می‌باشد.

## پایین آوردن نقطه جوش یک مایع
اگر نقطه جوش نرمال مایعی بالا باشد یا مایع در اثر گرما تجزیه شود، می‌توان با کاهش فشار آن را در دماهای پایین به جوش آورد از این روش برای تقطیر مایعات در خلأ استفاده می‌شود؛ مثلاً با کاهش فشار تا ۰٫۰۱۲۱atm می‌توان نقطه جوش آب را به ۱۰Cْ رساند که به‌طور قابل ملاحظه پایینتر از دمای معمولی است، رساند. با کاهش فشار می‌توان آب غیرضروری بسیاری از فراورده‌های غذایی را خارج کرده و آن‌ها را تغلیظ کرد. در این روش دمای فراورده مورد نظر به دمایی که ممکن است سبب تجزیه یا تغییر رنگ آن شود، نمی‌رسد.